# Callochiton septemvalvis
Callochiton septemvalvis är en blötdjursart som först beskrevs av Montagu 1803.  Callochiton septemvalvis ingår i släktet Callochiton och familjen Ischnochitonidae. Arten är reproducerande i Sverige. Inga underarter finns listade i Catalogue of Life.